# جسی (داستان اسباب‌بازی)
جسی (انگلیسی: Jessie)، عروسک پارچه ای، دختر گاوچرانی است که در مجموعه داستان اسباب‌بازی دیزنی-پیکسار (برای اولین بار در داستان اسباب‌بازی ۲) ظاهر می‌شود. او به عنوان یکی از شخصیت‌های اصلی عمل می‌کند و در فیلم‌ها و بسیاری از رسانه‌های دیگر عمدتاً توسط جون کیوسک برای جسی صداپیشگی می‌کند.